# 信田秀一
信田秀一（しだ ひでかず-しゅういち、1902年4月5日 - 1974年5月3日）は、児童文学作家。
青森生まれ。1922年青森師範学校卒、小原圀芳の自由教育に参加、成城学園のイデア書院の編集部に勤務。小学館、誠文堂新光社、日本出版、二葉株式会社の児童出版の企画編集。1973年日本児童文芸家協会から児童文化功労者。別筆名・石上十地、斎藤久児。

## 著書
- 『お菓子の船 童話集』九段書房 模範児童文庫、1927
- 『尋一～六の対話劇 国定準拠』盛林堂書店、1933
- 『国定教科書に表れたる実演偉人劇 高中低学年用』新生閣書店、1935
- 『郡司大尉 北洋の開拓者』飯塚羚児絵、淡海堂出版、1942
- 『高原の馬』日本出版社 少國民文學新作叢書、1946
- 『ムラノコドモ :ドウワ』木俣たけし挿絵、小澤出版社、1946
- 『オサルノ誕生日』石上十地 高橋春雄絵、二葉書店、1946
- 『タノシイノリモノ』石上十地 新井五郎絵、二葉書店、1946
- 『ムックと犬とくつ』石上十地 大石哲路絵、新生閣、1946
- 『めくらと金貨』石上十地、日本出版社、1946
- 『エヂソン物語』石上十地、七星社、1948
- 『フランクリン物語』石上十地、七星社、1948
- 『ぴょんきちめがね』渡辺重圀絵、二葉書店、1949
- 『ニュートン』榎戸庄衛絵、あかね書房 小学生伝記文庫、1952
- 『あかるい童話 3年生』吉崎正己絵、鶴書房、1954
- 『ひらかなエジソン』市川禎男絵、金の星社、1955
- 『偉人のこどものころ』松井行正絵、泰光堂 私たちのほんだなシリーズ、1956
- 『こぐまのサーカス』太賀正絵、泰光堂 初級童話、1956
- 『きれいな心うつくしい話』太賀正絵、泰光堂 私たちのほんだなシリーズ 4年生　1957
- 『ひらかなペスタロッチ』輪島清隆絵、金の星社 ひらかな偉人文庫、1957
- 『日吉丸』小谷野半二絵、泰光堂 ひらかな徳育文庫、1959
- 『日本の城 カラー・ジュニア版 8　九州の城』人物往来社、1966
- 『ペスタロッチ』潮出版社、1971、ポケット偉人伝
- 『二年生の日本おとぎばなし』武部本一郎絵、集英社 二年生の学級文庫、1972

### 共著
- 『教室劇集 低学年用』斎田喬共著、文化書房、1931
- 『學校劇傑作集 第1～6學年用』佐々木緑亭,野村政夫共著、盛林堂書店、1934

### 再話
- マーク・トウェーン原作『乞食王子』松井行正絵、東光出版社 新選世界名作選集、1958
- ベルヌ原作『地底旅行』太賀正絵、金の星社 ひらかな世界名作、1958

## 参考
- 『日本児童文学大事典』大日本図書